# Caso Costa contro Enel
Flaminio Costa c. ENEL, Racc. 1964 p. 1129 (causa 6/64), è una sentenza della Corte di giustizia delle Comunità europee, in cui la stessa sancì espressamente la prevalenza del diritto comunitario sul diritto degli Stati membri.
La scelta di aderire alle Comunità comportava una limitazione alla sovranità nazionale, con la conseguenza di rendere inefficace qualsiasi disposizione nazionale contraria alle norme comunitarie direttamente efficaci.

## Il contesto e le controversie innanzi ai giudici italiani
La nazionalizzazione del settore elettrico italiano, realizzata con la legge n. 1643/1962, suscitò un diffuso malcontento tra gli azionisti delle società elettriche nazionalizzate. Tra i più vivaci critici della nazionalizzazione, vi era Gian Galeazzo Stendardi, studioso di diritto costituzionale e comunitario e avvocato del foro di Milano. Egli assunse la difesa dell'avvocato Flaminio Costa, utente ed azionista di Edisonvolta, una delle società nazionalizzate, il quale per protesta si era rifiutato di pagare una bolletta della luce, recapitatagli dall'ENEL, dell'ammontare di 1.925 lire, sostenendo che tale società non era validamente subentrata alla Edisonvolta nel contratto di fornitura dell'energia elettrica, in quanto la legge di nazionalizzazione e tutti gli atti conseguenti erano contrari alla Costituzione italiana ed al Trattato CEE.
Nella controversia che ne scaturì di fronte al giudice conciliatore di Milano, Costa e Stendardi chiesero che la causa fosse rimessa alla Corte costituzionale, affinché valutasse la legittimità costituzionale della legge di nazionalizzazione, ed alla Corte di giustizia delle Comunità europee, affinché accertasse la conformità di tale legge al Trattato CEE. Le loro richieste però furono esaudite solo in parte, in quanto il Viceconciliatore Antonio Carones rinviò la causa unicamente alla Corte Costituzionale, lasciando a quest'ultima, se del caso, l'onere di effettuare un ulteriore rinvio alla Corte di giustizia.
Nella sentenza n. 14/1964, la Corte costituzionale rigettò tutte le questioni di costituzionalità sottoposte dal Conciliatore di Milano. Per quanto attiene all'art. 11 della Costituzione, in particolare, la Corte costituzionale statuì che tale norma aveva permesso la ratifica del Trattato CEE con legge ordinaria, in luogo di una legge costituzionale, ma non aveva conferito alla legge di ratifica alcun rango privilegiato nell'ordinamento italiano, con la conseguenza che la più recente legge di nazionalizzazione avrebbe prevalso in caso di conflitto. La Corte costituzionale aggiunse inoltre che eventuali violazioni del Trattato CEE avrebbero potuto dar luogo a conseguenze sul piano comunitario, ma non avrebbero pregiudicato la prevalenza, nell'ordinamento italiano, della legge più recente, ossia quella di nazionalizzazione.
Nel frattempo, Stendardi e Costa avevano instaurato un altro procedimento innanzi al Conciliatore di Milano, relativo alla seconda bolletta ricevuta dal Costa. Questa volta la causa fu affidata al Viceconciliatore Vittorio Emanuele Fabbri, che rinviò nuovamente la causa alla Corte costituzionale ed effettuò, per la prima volta in Italia, un rinvio pregiudiziale alla Corte di giustizia delle Comunità europee, affinché la stessa valutasse la compatibilità della legge di nazionalizzazione con gli articoli 102, 93, 53 e 37 del Trattato CEE.
Nel corso del procedimento innanzi alla Corte di giustizia delle Comunità europee, Stendardi e Costa osservarono che la legge di nazionalizzazione era contraria allo spirito di integrazione economica sotteso al Trattato CEE e che l'accertamento di tale incompatibilità da parte della Corte di giustizia sarebbe stato comunque utile, anche a fronte della pronuncia della Corte Costituzionale, in quanto avrebbe potuto indurre i giudici comuni a disapplicare la legge di nazionalizzazione in quanto incompatibile col diritto comunitario.
Il governo italiano, rappresentato dall'eminente internazionalista Riccardo Monaco, eccepì l'irricevibilità assoluta del rinvio pregiudiziale, rilevando che lo stesso poneva questioni di applicazione e non di interpretazione del Trattato CEE come previsto dall'art. 177 CEE e che l'interpretazione fornita dalla Corte di giustizia sarebbe stata priva di rilevanza per il giudice remittente, il quale avrebbe dovuto, anche in caso di contrasto con il Trattato CEE, applicare comunque la legge di nazionalizzazione, in linea con la pronuncia della Corte Costituzionale.
La Commissione CEE, rappresentata da Giuseppe Marchesini, rilevò l'uso singolare del procedimento pregiudiziale da parte del giudice del rinvio, ma invitò comunque la Corte di giustizia a pronunciarsi, in ragione della preoccupante sentenza della Corte costituzionale, il cui rifiuto di riconoscere il primato del diritto comunitario sulle leggi interne successive alla legge di ratifica del Trattato CEE poteva compromettere il funzionamento del mercato comune, auspicando perciò che l'orientamento della Consulta non dovesse considerarsi definitivo fino a quando la Corte di giustizia non si fosse pronunciata sugli effetti del Trattato CEE negli ordinamenti nazionali.
Nelle proprie conclusioni del 25 giugno 1964, l'Avvocato Generale Maurice Lagrange sostenne che la risoluzione dei conflitti tra il Trattato CEE e le leggi nazionali successive fosse "un problema costituzionale", che alcuni Stati membri, come i Paesi Bassi, avevano risolto "in modo molto soddisfacente", mentre per altri, come l'Italia, permanevano alcune "difficoltà di principio", come la sentenza n. 14/1964, che avrebbe potuto avere "conseguenze disastrose" per il funzionamento del mercato comune. L'Avvocato Generale Lagrange auspicò quindi che l'Italia potesse trovare una soluzione costituzionale per vivere in armonia con le regole comunitarie. Egli però invitò la Corte di Giustizia a respingere l'eccezione di irricevibilità, in quanto una sua pronuncia pregiudiziale avrebbe potuto essere rilevante per i giudici interni, compresa la Corte costituzionale.

## Pronuncia della Corte di Giustizia
Nella propria sentenza del 15 luglio 1964, la Corte di giustizia ha innanzitutto esaminato l'eccezione di irricevibilità sollevata dal governo italiano, secondo la quale il giudice remittente non aveva motivo di richiedere chiarimenti sull'interpretazione degli articoli del Trattato CEE in quanto sarebbe stato tenuto, in ogni caso, ad applicare la legge italiana.
La Corte ha rilevato che, "a differenza dei comuni trattati internazionali", il Trattato CEE aveva istituito "un proprio ordinamento giuridico, integrato nell'ordinamento giuridico degli Stati membri", "che i giudici nazionali sono tenuti ad osservare". Infatti, gli Stati membri, istituendo la Comunità, avevano "limitato, sia pure in campi circoscritti, i loro poteri sovrani" e creato "un complesso di diritto vincolante per i loro cittadini e per loro stessi."
La Corte ha inoltre osservato che tale "integrazione nel diritto di ciascuno Stato membro di norme che promanano da fonti comunitarie, e più in generale, lo spirito e i termini del Trattato" avevano "per corollario l'impossibilità per gli Stati di far prevalere, contro un ordinamento giuridico da essi accettato a condizione di reciprocità, un provvedimento unilaterale ulteriore, il quale pertanto non potrà essere opponibile al l'ordine comune".
La Corte ha quindi affermato che il "trasferimento, effettuato dagli Stati a favore dell'ordinamento giuridico comunitario, dei diritti e degli obblighi corrispondenti alle disposizioni del Trattato" implicava "una limitazione definitiva dei loro diritti sovrani, di fronte alla quale un atto unilaterale ulteriore, incompatibile col sistema della Comunità, sarebbe del tutto privo di efficacia." Di conseguenza, la Corte ha concluso che l'art. 177 CEE sul rinvio pregiudiziale andava "applicato, nonostante qualsiasi legge nazionale, tutte le volte che sorga una questione d'interpretazione del Trattato".
Rigettata così l'eccezione di irricevibilità sollevata dal Governo italiano, la Corte ha fornito la propria interpretazione degli art. 102, 93, 53 e 37 CEE, accertando innanzitutto se dette disposizioni fossero dotate di effetto diretto, "attribuendo ai singoli dei diritti che i giudici nazionali devono tutelare".
Per quanto riguarda l'art. 102 CEE, che obbliga gli Stati membri a consultare preventivamente la Commissione CEE qualora "vi sia motivo di temere" che l'adozione di un provvedimento legislativo provochi una "distorsione" della concorrenza, la Corte ha statuito che esso conferiva ai singoli il diritto di eccepire l'eventuale inadempimento di tale obbligo da parte degli Stati membri.
Del pari, con riguardo all'art. 93 CEE, che obbliga gli Stati membri ad informare "in tempo utile" la Commissione dei loro progetti di aiuti di Stato e di sottoporsi alle procedure di controllo contemplate da tale articolo, la Corte ha ritenuto che tale norma ma non crea direttamente per i singoli dei diritti soggettivi.
Di contro, la Corte ha ritenuto che l'art. 53 CEE, con cui gli Stati membri s'impegnano a non introdurre nuove restrizioni al diritto di stabilimento nel loro territorio di cittadini degli altri Stati membri, è atto a produrre effetti diretti nei rapporti fra gli Stati membri ed i loro cittadini. La Corte ha aggiunto che, perché tale divieto sia rispettato, è "sufficiente che nessuna nuova misura sottoponga lo stabilimento dei cittadini degli altri Stati membri a una disciplina più rigorosa di quella riservata ai propri cittadini".
Analogamente, la Corte ha ritenuto che l'art. 37, n. 2, CEE, che vieta agli Stati membri l'adozione di qualsiasi nuova misura crei discriminazioni per quanto riguarda la possibilità d'approvvigionamento e di smercio nell'ambito della gestione dei monopoli nazionali a carattere commerciale, è norma idonea produrre effetti diretti nei rapporti fra gli Stati membri ed i loro cittadini. La Corte ha però rimesso al giudice remittente il compito di indagare se la legge di nazionalizzazione "preveda o possa dar luogo a una nuova discriminazione tra cittadini degli Stati membri per quanto riguarda le possibilità di approvvigionamento e di smercio".
La sentenza della Corte si rivelò quindi rivoluzionaria sul piano dei principi, in quanto nessun giudice istituito da un trattato aveva, fino a quel momento, statuito sulla prevalenza dello stesso sul diritto degli Stati contraenti, ma piuttosto deferente sotto il profilo dell'integrazione economica, in quanto, al netto degli accertamenti rimessi al giudice del rinvio, non ha affermato che le conferenti disposizioni del Trattato CEE dovevano essere interpretate in modo da precludere un provvedimento come la legge italiana di nazionalizzazione del settore elettrico.
L'affermazione del principio del primato significa che dal punto di vista del diritto dell'Unione, le sue norme producono effetti nei singoli ordinamenti internazionali senza l'intervento del legislatore nazionale (che definisca o dia efficacia alle norme estranee). Il principio opera per le disposizioni dei Trattati e degli atti dell'Unione direttamente applicabili (come i regolamenti), che sono direttamente efficaci negli ordinamenti interni per il solo fatto della ratifica dei Trattati e della loro adozione da parte del legislatore. Nel caso di conflitto tra le norme nazionali e il diritto europeo, quest'ultimo deve prevalere in virtù della natura specifica dell'Unione. Non si tratta di prevalenza in senso gerarchico, bensì fondata sulla considerazione delle separazione delle sfere d'azione dell'ordinamento della nazione e di quello dell'Unione.
Nelle sentenze successive viene affermato che gli atti legislativi nazionali che invadono le sfere di competenza dell'Unione vanno considerati privi di qualsiasi efficacia giuridica. Il giudice nazionale è tenuto a garantire la piena efficacia del diritto europeo, se necessario, disapplicando le disposizioni nazionali contrastanti.